# 片桐幹雄
片桐 幹雄（かたぎり みきお、1955年1月9日 - ）は、日本のアルペンスキーヤーである。
彼は、1976年の冬季オリンピックと1980年の冬季オリンピックに出場した。

## 参照資料
1. ↑  “Mikio Katagiri Olympic Results”.  Sports Reference LLC. 2020年4月17日時点のオリジナルよりアーカイブ。2018年3月17日閲覧。